# Gare de Logelbach
La gare de Logelbach est une gare ferroviaire française située dans le quartier du Logelbach sur le territoire de la commune de Wintzenheim, dans le département du Haut-Rhin en Grand Est.

## Situation ferroviaire
La gare de Logelbach, établie à 211 mètres d'altitude, est située au point kilométrique (PK) 2,738 de la ligne de Colmar-Central à Metzeral entre les gares ouvertes de Colmar-Mésanges et d'Ingersheim.

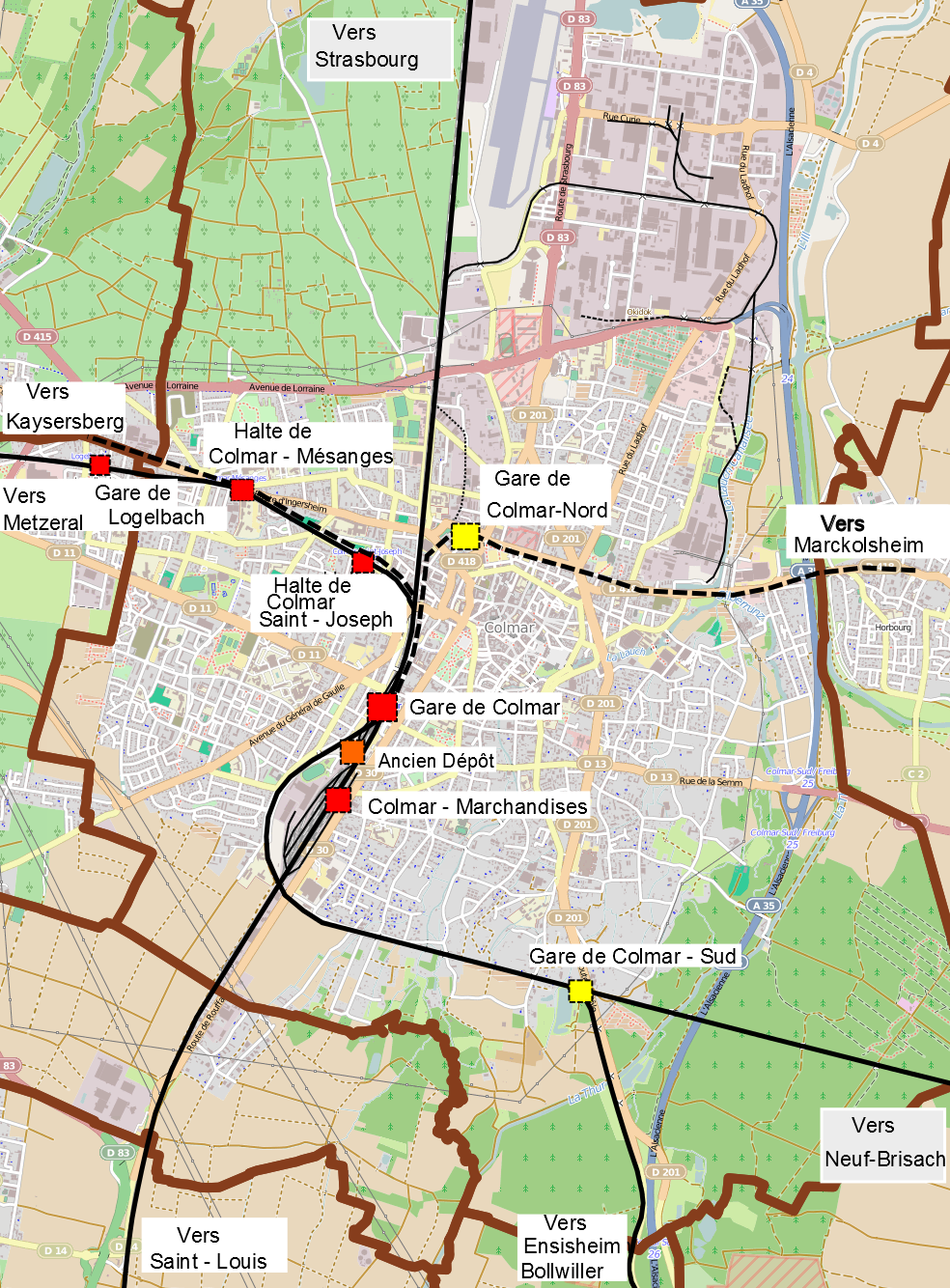
Plan du système ferroviaire de Colmar.

## Histoire
La gare de Logelbach est mise en service en 1867 lors de l'ouverture de la ligne Colmar - Metzeral.

## Fréquentation
De 2015 à 2024, selon les estimations de la SNCF, la fréquentation annuelle de la gare s'élève aux nombres indiqués dans le tableau ci-dessous.
| Année     | 2015   | 2016   | 2017   | 2018   | 2019   | 2020   | 2021   | 2022   | 2023   | 2024   |
| --------- | ------ | ------ | ------ | ------ | ------ | ------ | ------ | ------ | ------ | ------ |
| Voyageurs | 36 040 | 31 194 | 31 769 | 32 443 | 36 187 | 22 194 | 28 695 | 34 475 | 37 333 | 39 721 |

## Service des voyageurs

### Accueil
La gare est équipée d'un distributeur de titres de transport TER. Son ancien bâtiment voyageurs est aujourd'hui occupé par la mairie de Wintzenheim.

### Desserte
Logelbach est desservie par des trains régionaux TER Grand Est assurant la relation Colmar - Metzeral.

### Intermodalité
La gare est desservie par la ligne    2   du réseau des Transports de Colmar et environs (Trace).
Un parking est aménagé en face de la gare. 